# Шумова-Симановская, Екатерина Олимповна
Екатерина Олимповна Шумова-Симановская (1852—1905) — русский врач-физиолог.
Одна из первых в России женщина-физиолог. Принимала самое деятельное участие в опытах, принесших И. П. Павлову всемирную славу и Нобелевскую премию.

## Биография
Родилась 6 (18) июня 1852 года в Самаре. Отец — Олимпий Алексеевич Шумов (03.11.1820 — 14.02.1869), потомственный почётный гражданин (1838) Гавриловского Посада, купец 1-й гильдии. Мать — Александра Михайловна Шумова, дочь ростовского 1-й гильдии купца Михаила Максимовича Плешанова.
Была седьмым ребёнком в семье.
В 1872—1877 годах училась в Женеве, Цюрихе, Париже и Берне. В 1877 году защитила в Бернском университете докторскую диссертацию. По возвращении в Россию в 1879 году добилась разрешения на ведение самостоятельно врачебной практики.
Ассистировала И. П. Павлову во время проведения операций с мнимым кормлением и получением желудочного сока, выделяемого организмом собаки. Использование этого сока в лечебных целях Павлов активно пропагандировал и добивался увеличения его производства.
Стала первой женщиной-ординатором Медико-хирургической академии. После нескольких лет совместной работы с И. П. Павловым стала вольно-практикующим врачом.
Муж — основоположник отоларингологии в России Николай Петрович Симановский.
Младшая сестра — химик-физиолог Надежда Олимповна Зибер-Шумова.
Скоропостижно скончалась 3 (16) июля 1905 года в своей усадьбе Зорька. Была похоронена в селе Ручьи у входа в Церковь Георгия Победоносца. Перезахоронена на Тихвинском кладбище Александро-Невской Лавры.
В память Екатерины Симановской Николай Петрович Симановский и младшая сестра Надежда основали в усадьбе Зорька женскую гимназию её имени — первое в Крестецком уезде среднее учебное заведение. Также Николай Петрович Симановский открыл больницу в деревне Борок и финансировал строительство церкви Покрова Пресвятой Богородицы в селе Ручьи, рядом с первым захоронением супруги.